# 王宁 (男主持人)
王宁（1964年7月11日—），山东青岛人，中国中央电视台新闻播音员、主持人，前《新闻联播》节目主播，主持该节目近三十年。
王宁生于山东省青岛市，自幼接连学习过笛子、歌唱、朗诵等艺术特长，练就了较好的声音条件。1983年中学毕业后，考入青岛电视台任新闻播音员，隔年即考入北京广播学院（现中国传媒大学）播音系学习，毕业后，回到青岛电视台继续工作。1989年，调入中国中央电视台，主持《新闻联播》节目，直至2017年初离开该栏目主播岗位。
其妻为中国中央电视台儿童节目主持人刘纯燕（主持名金龟子），为大学同班同学。两人于1988年结婚，育有一女王逸宸。